# Ciclo CNO

O Ciclo CNO-I.

O ciclo CNO (carbono-nitrogênio-oxigênio) é uma das reações de fusão pelas quais as estrelas convertem hidrogênio em hélio, sendo a outra a cadeia próton-próton.
Ainda que a cadeia próton-próton seja mais importante nas estrelas da massa do Sol ou menor, os modelos teóricos mostram que o ciclo CNO é a fonte de energia dominante nas estrelas mais massivas. O processo CNO foi proposto em por Carl von Weizsäcker e Hans Bethe independentemente em 1938 e 1939, respectivamente.
No ciclo CNO, quatro prótons fundem-se usando isótopos de carbono, nitrogênio e oxigênio que atuarão como catalisadores para produzir uma partícula alfa, dois pósitrons e dois neutrinos. Os pósitrons irão sempre instantaneamente aniquilar-se com elétrons, liberando energia na forma de radiação gama. Os neutrinos escapam da estrela levando alguma energia. Os isótopos de carbono, nitrogênio, e oxigênio são para todos os efeitos um núcleo que irá passar por um número de transformações em um ciclo sem fim, reciclando-se.

## CNO-I
As reações principais do ciclo CNO são:

| 12C + ¹H | → | 13N + γ       | +1,95 MeV |
| 13N      | → | 13C + e+ + νe | +1,37 MeV |
| 13C + ¹H | → | 14N + γ       | +7,54 MeV |
| 14N + ¹H | → | 15O + γ       | +7,35 MeV |
| 15O      | → | 15N + e+ + νe | +1,86 MeV |
| 15N + ¹H | → | 12C + 4He     | +4,96 MeV |

O núcleo de carbono-12 usado na primeira reação é regenerado na última.

## CNO-II
Há uma versão menos frequente da reação, que ocorre só em 0,04% das vezes, na qual a reação final acima não produz 12C e 4He, mas 16O e um fóton, e continua assim:

| 15N + ¹H | → | 16O + γ       | +12.13 MeV |
| 16O + ¹H | → | 17F + γ       | +0.60 MeV  |
| 17F      | → | 17O + e+ + νe | +2.76 MeV  |
| 17O + ¹H | → | 14N + 4He     | +1.19 MeV  |
| 14N + ¹H | → | 15O + γ       | +7.35 MeV  |
| 15O      | → | 15N + e+ + νe | +2,75 MeV  |

Como o carbono, nitrogênio e oxigênio envolvidos nas reações principais, o flúor produzido na etapa menor é meramente catalítico e em estado estável, não se acumulando na estrela.

## Ciclo OF
Esta etapa subdominante é significativa somente para estrelas pesadas. As reações são iniciadas quando uma das reações no subciclo CNO-II resulta em flúor-18 e raios gama no lugar de nitrogênio-14 e partículas alfa:

| 15N + ¹H | → | 16O + γ       |
| 16O + ¹H | → | 17F + γ       |
| 17F      | → | 17O + e+ + νe |
| 17O + ¹H | → | 14N + 4He     |

Note-se que todos os ciclos CNO têm o mesmo resultado líquido:
4 p → 4He + 2 e+  +  2 νe  +  γ  +  26.8 MeV

## Em astronomia
Ainda que o número total de núcleos "catalíticos" do CNO se conserve durante o ciclo, durante a evolução estelar se alteram as proporções relativas dos núcleos. Quando o ciclo chega ao equilíbrio, a proporção de núcleos de 12C/13C chega a 3,5, e o 14N se converte no núcleo mais numeroso, sem importar a composição inicial. Durante a evolução de uma estrela, episódios de mistura convectiva levam material sobre o que tenha operado o ciclo CNO desde o interior da estrela até a superfície, alterando a composição observada da estrela. Observa-se que as gigantes vermelhas têm proporções menores de 12C/13C e 12C/14N que as estrelas da sequência principal, algo que se considera como uma prova da geração de energia nuclear nas estrelas por fusão do hidrogênio.
A presença de elementos mais pesados que carbono, nitrogênio e oxigênio coloca um limite superior no tamanho máximo de estrelas massivas em aproximadamente 150 massas solares. Pensa-se que o universo inicial, "pobre em metais" poderia ter tido estrelas de até 250 massas solares sem interferência do ciclo de CNO.